# Baldwinowice (Opole)
Pour les articles homonymes, voir Baldwinowice.
Baldwinowice est une localité polonaise de la gmina et du powiat de Namysłów en voïvodie d'Opole.